# 1948年のアメリカンリーグ優勝決定プレイオフ
1948年のアメリカンリーグ優勝決定プレイオフは、1948年10月4日にクリーブランド・インディアンスとボストン・レッドソックスの間で行われたアメリカンリーグ優勝決定戦である。

## 概要
この年のアメリカンリーグは当時の最終試合となる154試合目を終えた時点で、インディアンスとレッドソックスが96勝58敗で並んだため、アメリカンリーグ発足後初のプレイオフが行われることになった。
試合はインディアンスの選手兼任監督のルー・ブードローが2本塁打を含む4打数4安打の活躍で8-3と勝利を収め、28年ぶり2回目のリーグ優勝。ワールドシリーズへ進出した。
地区制度導入以前に実施されたアメリカンリーグのプレイオフはこれが唯一である。

## 試合結果
表中のRは得点、Hは安打、Eは失策を示す。日付は現地時間。
- マサチューセッツ州ボストン - フェンウェイ・パーク

|                | 1 | 2 | 3 | 4 | 5 | 6 | 7 | 8 | 9 | R | H  | E |
| -------------- | - | - | - | - | - | - | - | - | - | - | -- | - |
| インディアンス | 1 | 0 | 0 | 4 | 1 | 0 | 0 | 1 | 1 | 8 | 13 | 1 |
| レッドソックス | 1 | 0 | 0 | 0 | 0 | 2 | 0 | 0 | 0 | 3 | 5  | 1 |

1. 勝利：ジーン・ビアーデン (20-7)
2. 敗戦：デニー・ゲイルハウス (8-8)
3. 本塁打
CLE：ルー・ブードロー17号ソロ（1回ゲイルハウス）・18号ソロ（5回キンダー)、ケン・ケルトナー31号3ラン（4回ゲイルハウス）
BOS：ボビー・ドーア27号2ラン（6回ビアーデン）
4. 観客動員数: 33,957人　試合時間: 2時間24分